# Країна Мрій (музичне видавництво)
«Країна Мрій» — музичне видавництво, створене у травні 2006 року, яке є ексклюзивним представником музичних проектів Олега Скрипки та гурту «ВВ». Видавництво має каталог з 300 пісень та 50 кліпів, втілює у життя різноманітні проекти у жанрі world music, здійснює реставрацію і перевидання української музичної спадщини та класичних рок-альбомів, оригінальні музичні проекти патріотичного напрямку, активно займається захистом авторського права і суміжних прав своїх виконавців.
Тип: лейбл звукозапису
Рік заснування: 2006
Засновник: Олег Скрипка
Жанр(и): рок, фолк, ретро
Країна: Україна
Офіційний сайт: http://www.krainamriy.com

## Історія
У грудні 2008 року вперше в незалежній Україні «Країна Мрій» відновила традицію випуску музики на вінілових носіях — першою ластівкою стала платівка із записом альбому гурту «ВВ» «Були деньки». За час існування видавництва у світ вийшло близько 100 релізів на компакт-дисках, DVD та вінілових платівках, сьогодні стрімко розвиваються напрямок цифрової дистрибюції, співпраця з медіа ресурсами та іншими видавництвами, в першу чергу з давнім партнером Олега Скрипки — французьким видавництвом SACEM. В 2015 році журналу «Музична школа» було безкоштовно надано право на публікацію нот музичних творів гурту «Воплі Відоплясова».